# سونات شماره ۲۹ پیانو (بتهوون)
سونات هامِرکلاویِر (به آلمانی: Hammerklavier) نام دیگرِ سونات پیانو شماره ۲۹ اپوس ۱۰۶، در سی بِمُل ماژور، طولانی‌ترین و دشوارترین اثر در میان سونات‌های پیانوی لودویگ فان بتهوون است.
این اثر عظیم‌ترین اثر پیانوییِ بتهوون است و ۴ موومان دارد و گاهی از آن با عنوان سونات بزرگ برای هامِرکلاویِر یاد می‌شود. بتهوون این سونات را در اوایل تابستان ۱۸۱۷ تا اواخر پاییز ۱۸۱۸ نوشت و بعد از پایان، این اثر را به حامی بزرگ خودش، آرشیدوک رودولف، تقدیم کرد. ترکیب نام این اثر میان دو زبان آلمانی و ایتالیایی توسط بتهوون بسیار جالب است؛ او واژهٔ Hammerklavier را که به معنای «چکش صفحه‌کلید پیانو» است، برای این اثر برگزید که بعدها کوتاه‌تر شد و واژهٔ «داس» برای آن انتخاب گردید.

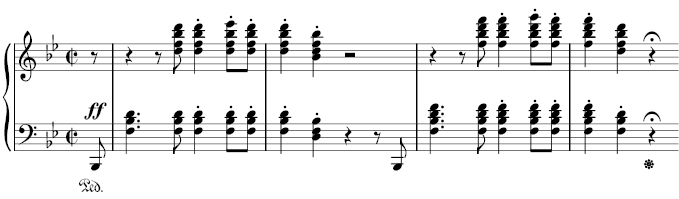
نُت‌های آغازینِ سونات هامرکلاویر

مدت‌زمان اجرای این سونات در زمان خودش یک رکورد جالب دربرداشت. اجرای سونات، به‌عنوان اثری تک‌نوازی، زمانی حدود ۴۷ تا ۵۰ دقیقه را دربرمی‌گرفت؛ در حالی که اجرای بسیاری از آثار آن زمان، از جمله سمفونی‌ها و سایر سونات‌ها، تا سال‌ها، تنها به مدت‌زمان ۱۵ تا ۲۰ دقیقه نیاز داشت. موومان اول با فورتیسیمو (صدای بلند و قوی) و در فُرم سی بِمُل ماژور اجرا می‌شود که همراه با یک آکورد است که به‌آرامی توسعه می‌یابد. این آکورد تا پایان اثر خودنمایی می‌کند. جالب‌ترین بخش، یک ویژگی نادر دیگر از بتهوون است که در انتهای این موومان مجدداً از واژهٔ «فورتیسی‌سیمو» استفاده می‌کند که در دست‌نوشتهٔ نت‌ها به شکلِ "ƒƒƒ" علامت زده می‌شود. بعد از گذشتِ لحظاتی از آکوردِ اولیه، مجدداً، آکوردِ آغازین حالتِ فورتیسیمو پیدا می‌کند، اما این بار با ریتمی توسعه‌نیافته به فرم «رِ ماژور» بسط پیدا می‌کند. کل اثر در پایان مجدداً به فرم «سی بِمُل ماژور» بازمی‌گردد؛ فرمی که اثر با آن آغاز شده بود.